# 乌韦·布拉布
乌韦·康斯坦丁·布拉布（德語：Uwe Konstantine Blab，1962年3月26日—），德国职业篮球运动员，曾效力于美国NBA联盟。他在1985年的NBA选秀中第1轮第17顺位被达拉斯小牛选中。他在小牛效力4年后，在金州勇士和圣安东尼奥马刺打了一年球后结束了NBA职业生涯。